# Ex casa della Telefonica Tirrena
L'ex casa della Telefonica Tirrena è un edificio di Roma, situato su via Sannio angolo via Corfinio, nel quartiere Appio-Latino.

## Storia
Venne costruito fra il 1925 e il 1928 su progetto dell'architetto Vittorio Ballio Morpurgo.
Vi era la direzione generale della TE.TI. (Società Telefonica Tirrena), mentre la sede della società era a Firenze.

## Descrizione

Particolare della facciata

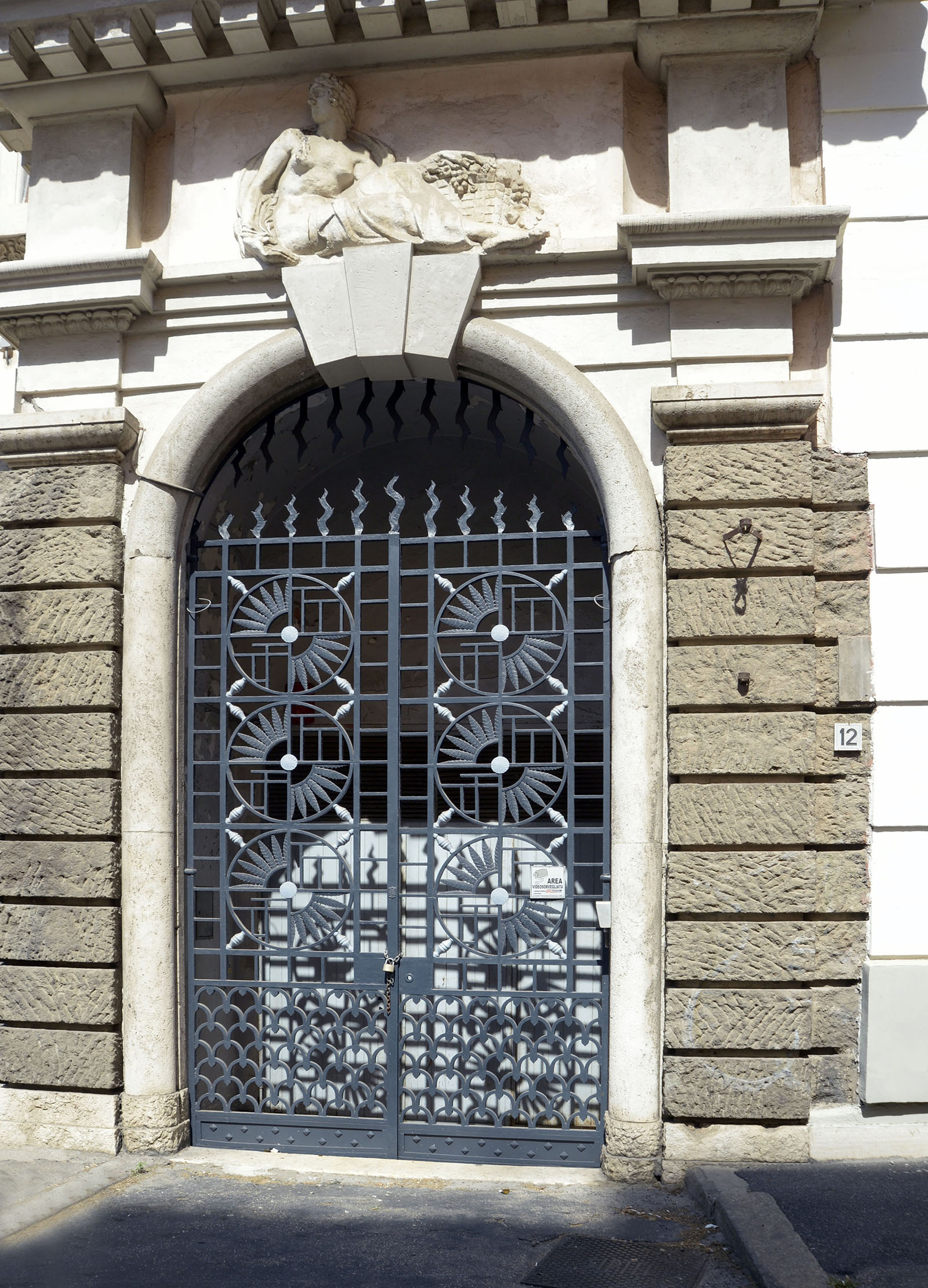
Il portone d'ingresso

Nella parte inferiore dell'edificio, sono presenti delle inferriate originali in ferro battuto, mentre ai lati i portoni d'ingresso: essi presentano una specie di bugnatura ai lati in cemento, mentre sopra si può osservare un bassorilievo in stucco, rappresentante una donna avvolta in una coperta con in mano una conchiglia madrepora.
Nella parte superiore dello stabile, spiccano dei balconi in ghisa e nella parte laterale delle finestre, decorazioni floreali.
Il corpo centrale presenta una notevole curvatura nei balconi, che dona volume all'edificio. I comignoli si trovano vicino alle grondaie e sono in mattoni e cemento. Il tetto, è rivestito da uno spesso strato di vecchie tegole. Il fabbricato è in stile barocchetto.
Nell'androne si possono osservare dei pavimenti in marmo venato originale, delle porte in puro noce e castagno ed un ascensore in ferro battuto.